# Тома, Серджу
Серджу Тома (рум. Sergiu Toma, араб. توما سيرجيو‎; род. 29 января 1987, Кишинёв) — молдавский и эмиратский дзюдоист, бронзовый призёр Олимпийских игр, бронзовый призёр чемпионата мира, серебряный призёр чемпионата Европы, бронзовый призёр Универсиады 2007 года. Один из двух призёров Олимпийских игр в истории ОАЭ наряду с олимпийским чемпионом 2004 года в стрельбе шейхом Ахмедом Аль-Мактумом.

## Биография
Родился в Кишинёве в 1987 году.
В 2002 году завоевал первое место на турнире International Masters Bremen в возрастной категории до 17 лет (U17). В 2004 году был третьим на турнире серии «А» в Киеве (U20). В 2005 году был вторым на турнире серии «А» в Санкт-Петербурге (U20) и выиграл чемпионат Европы в этой же возрастной категории. В 2006 году снова был третьим на турнире серии «А» в Киеве (U20), а на чемпионате мира в этой же возрастной категории был только седьмым. В 2007 году был седьмым на розыгрыше Суперкубка в Москве, и завоевал «бронзу» Универсиады. В 2008 году выиграл престижный Суперкубок Tournoi de Paris.
Выступал на Олимпийских играх 2008 года, в категории до 73 килограммов, и проиграв в первой же встрече, из турнира выбыл, заняв 21 место.
В 2008 году занял второе место на чемпионате Молдавии в новой для себя категории до 81 килограмма.
См. таблицу турнира.
В 2009 году был пятым на турнирах серии Большого Шлема в Париже и Москве, вторым на розыгрыше Кубка мира и седьмым на чемпионате мира (выступал в категории до 90 килограммов). В 2010 был пятым на турнире серии Большого Шлема в Париже, третьим на Гран-при Роттердам, и седьмым на чемпионате Европы.
В 2011 году завоевал серебряную медаль чемпионата Европы, бронзовую медаль чемпионата мира, был пятым на турнирах серии Большого Шлема в Рио-де Жанейро и Токио, Гран-при Баку. В 2012 году был пятым на турнире IJF World Masters Almaty, третьим на турнире серии Большого Шлема в Париже и Гран-при Абу-Даби, пятым на розыгрыше Кубка мира.
Выступал на Олимпийских играх 2012 года, в категории до 81 килограмма, выиграв и проиграв по одной встрече, из турнира выбыл, заняв 9 место.
См. таблицу турнира.
В 2013 году, вместе ещё с пятью молдавскими дзюдоистами и тренером принял гражданство Объединённых Арабских Эмиратов. Сам борец это объясняет тем, что в ОАЭ ему были созданы отличные условия для тренировок и поездок на соревнования.
В 2013 году был седьмым на Гран-при Ташкент, третьим на турнире серии Большого Шлема в Баку и победил на трёх турнирах Гран-При в Улан-Баторе, Циндао и Абу-Даби. В 2014 году был вторым и третьим на турнирах Большого шлема в Токио и Абу-Даби. В 2015 году был первым на Гран-при Ташкент, вторым на Гран-при Самсун и Абу-Даби, третьим на турнире IJF World Masters Rabat и седьмым на турнире в Циндао. В 2016 году был третьим на Гран-при Самсун.
Выступал на Олимпийских играх 2016 года, в категории до 81 килограмма, где боролись 34 дзюдоиста. Спортсмены были разделены на 4 группы, из которых четыре дзюдоиста по результатам четвертьфиналов выходили в полуфиналы. Проигравшие в четвертьфинале встречались в «утешительных» схватках и затем с потерпевшими поражение в полуфиналах, и по этим результатам определялись бронзовые призёры.
Серджиу Тома дошёл до полуфинала, где в дополнительное время уступил Хасану Халмурзаеву, а затем победил во встрече за третьем место.
| Круг            | Соперник               | Действия | Итог      | Соперник                | Действия |
| --------------- | ---------------------- | --- | --------- | ----------------------- | --- |
| 1/32            | Серджиу Тома (UAE)     | Уклонение от захвата (0:37) — сидо Пассивность (1:35) — сидо Ката Гурума (3:03) — юко Замечания противнику (4:00) — иппон | 101s2—0s4 | Свен Мареш (GER)        | Защитная поза (0:18) — сидо Уклонение от захвата (0:37) — сидо Пассивность (1:35) — сидо Защитная поза (4:00) — сидо |
| 1/16            | Серджиу Тома (UAE)     | О-Ути Гари (0:22) — вадза ари Ложная атака (1:31) — сидо Тани Отоси (2:37) — юко Содэ Цурикоми Госи (3:17) — вадза ари    | 101s1—001 | Виктор Пенальбер (BRA)  | Тани Отоси (2:10) — юко                                                                                              |
| 1/4             | Серджиу Тома (UAE)     | Содэ Цурикоми Госи (3:04) — юко Ложная атака (3:29) — сидо Ложная атака (4:55) — сидо Пассивность (5:00) — сидо           | 001s3—000 | Таканори Нагасэ (JPN)   | — |
| 1/2             | Хасан Халмурзаев (RUS) | Защитная позиция (2:02) — сидо Уклонение от захвата (4:26) — сидо Томоэ Нагэ (0:23 GS) — иппон                            | 000—0s2   | Серджиу Тома (UAE)      | Срыв захвата (1:29) — сидо Уклонение от захвата (4:26) — сидо                                                        |
| За третье место | Серджиу Тома (UAE)     | Суми Гаэси (2:16) — иппон                                                                                                 | 100—000   | Маттео Маркончини (ITA) | — |